# Avram Kalpin
Avram Kalpin (* 1941) ist ein ehemaliger türkischer Fußballspieler.

## Karriere
Kalpin spielte von 1965 bis 1967 für den Zweitligisten Beyoğluspor. Außerdem war er eine Saison lang Spieler von Galatasaray Istanbul. Kalpins einziges Spiel für Galatasaray folgte am 1. November 1970 gegen Adana Demirspor. Kalpin wurde in der 77. Spielminute für Suphi Soylu eingewechselt. Zum Ende der Saison 1970/71 wurde der Stürmer türkischer Meister.

## Erfolg
Galatasaray Istanbul
- Türkischer Meister: 1971